# Europaspiele 2023/Teilnehmer (Litauen)
| Gelbes Symbol für Goldmedaillen mit stilisierten Olympischen Ringen | Graues Symbol für Silbermedaillen mit stilisierten Olympischen Ringen | Braundes Symbol für Bronzemedaillen mit stilisierten Olympischen Ringen |
| ------------------------------------------------------------------- | --------------------------------------------------------------------- | ----------------------------------------------------------------------- |
| 2                                                                   | 2                                                                     | 4                                                                       |

Litauen nahm mit 148 Athleten an den Europaspielen 2023 in Krakau teil.

## Medaillen

### Medaillenspiegel
| Rang   | Sportart           | Gold | Silber | Bronze | Gesamt |
| ------ | ------------------ | ---- | ------ | ------ | ------ |
| 1      | 3×3 Basketball     | 1    | –      | –      | 1      |
| 1      | Kanu               | 1    | –      | –      | 1      |
| 3      | Leichtathletik     | –    | 1      | 3      | 4      |
| 4      | Moderner Fünfkampf | –    | 1      | –      | 1      |
| 5      | Breaking           | –    | –      | 1      | 1      |
| Gesamt | Gesamt             | 2    | 2      | 4      | 8      |

### Medaillengewinner
| Name/n                                                                 | Sportart           | Wettkampf        |
| ---------------------------------------------------------------------- | ------------------ | ---------------- |
| Gold                                                                   |                    |                  |
| Giedrė Labuckienė Kamilė Nacickaitė Martyna Petrėnaitė Gabrielė Šulskė | 3×3 Basketball     | Frauen           |
| Henrikas Žustautas                                                     | Kanu               | C1 200 m         |
| Silber                                                                 |                    |                  |
| Edis Matusevičius                                                      | Leichtathletik     | Speerwurf        |
| Ieva Serapinaitė Gintarė Venčkauskaitė Laura Asadauskaitė              | Moderner Fünfkampf | Mannschaft       |
| Bronze                                                                 |                    |                  |
| Nicka                                                                  | Breaking           | B-Girls          |
| Gabija Galvydytė                                                       | Leichtathletik     | 1500 m           |
| Greta Karinauskaitė                                                    | Leichtathletik     | 3000 m Hindernis |
| Andrius Gudžius                                                        | Leichtathletik     | Diskuswurf       |

## Teilnehmer nach Sportarten

### Badminton
| Athleten             | Wettbewerb | Vorrunde | Vorrunde | Vorrunde | Achtelfinale  | Achtelfinale  | Viertelfinale | Viertelfinale | Halbfinale    | Halbfinale    | Finale        | Finale        | Rang |
| Athleten             | Wettbewerb | Gegner   | Erg.     | Rang     | Gegner        | Erg.          | Gegner        | Erg.          | Gegner        | Erg.          | Gegner        | Erg.          | Rang |
| -------------------- | ---------- | -------- | -------- | -------- | ------------- | ------------- | ------------- | ------------- | ------------- | ------------- | ------------- | ------------- | ---- |
| Frauen               |            |          |          |          |               |               |               |               |               |               |               |               |      |
| Samanta Golubickaitė | Einzel     | Li       | 0:2      | 3        | ausgeschieden | ausgeschieden | ausgeschieden | ausgeschieden | ausgeschieden | ausgeschieden | ausgeschieden | ausgeschieden | =17  |
| Samanta Golubickaitė | Einzel     | Az Zahra | 0:2      | 3        | ausgeschieden | ausgeschieden | ausgeschieden | ausgeschieden | ausgeschieden | ausgeschieden | ausgeschieden | ausgeschieden | =17  |
| Samanta Golubickaitė | Einzel     | Ginga    | 2:1      | 3        | ausgeschieden | ausgeschieden | ausgeschieden | ausgeschieden | ausgeschieden | ausgeschieden | ausgeschieden | ausgeschieden | =17  |

### 3×3 Basketball
| Wettbewerb    | Männer                                                      | Frauen                                                                 |
| ------------- | ----------------------------------------------------------- | ---------------------------------------------------------------------- |
| Athleten      | Deividas Rasys Ignas Razutis Vytautas Šulskis Ignas Vaitkus | Giedrė Labuckienė Kamilė Nacickaitė Martyna Petrėnaitė Gabrielė Šulskė |
| Gruppenphase  | Rumänien 22:13 Österreich 18:22 Schweiz 22:18               | Estland 21:16 Polen 20:19 Ukraine 21:14                                |
| Viertelfinale | Lettland 18:21                                              | Tschechien 21:7                                                        |
| Halbfinale    | ausgeschieden                                               | Rumänien 16:13                                                         |
| Finale        | ausgeschieden                                               | Frankreich 19:16                                                       |
| Rang          |                                                             | Gold                                                                   |

### Bogenschießen
| Athleten              | Wettbewerb      | Platzierungsrunde | Platzierungsrunde | 1. Runde            | 1. Runde | 2. Runde       | 2. Runde | Achtelfinale   | Achtelfinale  | Viertelfinale | Viertelfinale | Halbfinale    | Halbfinale    | Finale        | Finale        | Rang |
| Athleten              | Wettbewerb      | Ringe             | Rang              | Gegner              | Erg.     | Gegner         | Erg.     | Gegner         | Erg.          | Gegner        | Erg.          | Gegner        | Erg.          | Gegner        | Erg.          | Rang |
| --------------------- | --------------- | ----------------- | ----------------- | ------------------- | -------- | -------------- | -------- | -------------- | ------------- | ------------- | ------------- | ------------- | ------------- | ------------- | ------------- | ---- |
| Frauen                |                 |                   |                   |                     |          |                |          |                |               |               |               |               |               |               |               |      |
| Paulina Ramanauskaitė | Einzel Recurve  | 600               | 42                | Yaylagül Ramazanova | 6:5      | Caroline Lopez | 4:6      | ausgeschieden  | ausgeschieden | ausgeschieden | ausgeschieden | ausgeschieden | ausgeschieden | ausgeschieden | ausgeschieden | =17  |
| Männer                |                 |                   |                   |                     |          |                |          |                |               |               |               |               |               |               |               |      |
| Jonas Grigaravičius   | Einzel Compound | 699               | 14                | —                   | —        | —              | —        | Nicolas Girard | 144:147       | ausgeschieden | ausgeschieden | ausgeschieden | ausgeschieden | ausgeschieden | ausgeschieden | =9   |

### Boxen
| Athleten             | Wettbewerb                      | 1. Runde          | 1. Runde | Achtelfinale     | Achtelfinale  | Viertelfinale            | Viertelfinale | Halbfinale    | Halbfinale    | Finale        | Finale        | Rang |
| Athleten             | Wettbewerb                      | Gegner            | Ergebnis | Gegner           | Ergebnis      | Gegner                   | Ergebnis      | Gegner        | Ergebnis      | Gegner        | Ergebnis      | Rang |
| -------------------- | ------------------------------- | ----------------- | -------- | ---------------- | ------------- | ------------------------ | ------------- | ------------- | ------------- | ------------- | ------------- | ---- |
| Frauen               |                                 |                   |          |                  |               |                          |               |               |               |               |               |      |
| Ana Starovoitova     | Leichtgewicht (bis 60 kg)       | Freilos           | Freilos  | Gizem Özer       | 0:4           | ausgeschieden            | ausgeschieden | ausgeschieden | ausgeschieden | ausgeschieden | ausgeschieden | =9   |
| Austėja Aučiūtė      | Weltergewicht (bis 66 kg)       | Busenaz Sürmeneli | 0:5      | ausgeschieden    | ausgeschieden | ausgeschieden            | ausgeschieden | ausgeschieden | ausgeschieden | ausgeschieden | ausgeschieden | =17  |
| Gabrielė Stonkutė    | Mittelgewicht (bis 75 kg)       | Freilos           | Freilos  | Büşra Işıldar    | 2:3           | ausgeschieden            | ausgeschieden | ausgeschieden | ausgeschieden | ausgeschieden | ausgeschieden | =9   |
| Männer               |                                 |                   |          |                  |               |                          |               |               |               |               |               |      |
| Andriejus Lavrenovas | Halbweltergewicht (bis 63,5 kg) | Richárd Kovács    | 0:5      | ausgeschieden    | ausgeschieden | ausgeschieden            | ausgeschieden | ausgeschieden | ausgeschieden | ausgeschieden | ausgeschieden | =17  |
| Aleksandr Trofimčiuk | Halbmittelgewicht (bis 71 kg)   | Esad Avdić        | 4:1      | Alban Beqiri     | 1:4           | ausgeschieden            | ausgeschieden | ausgeschieden | ausgeschieden | ausgeschieden | ausgeschieden | =9   |
| Robertas Liorančas   | Halbschwergewicht (bis 80 kg)   | Andrei Chiriacov  | 4:1      | Gradus Kraus     | WD            | ausgeschieden            | ausgeschieden | ausgeschieden | ausgeschieden | ausgeschieden | ausgeschieden | =9   |
| Simonas Urbonavičius | Schwergewicht (bis 92 kg)       | Freilos           | Freilos  | Enmanuel Reyes   | 0:5           | ausgeschieden            | ausgeschieden | ausgeschieden | ausgeschieden | ausgeschieden | ausgeschieden | =9   |
| Jonas Jazevičius     | Superschwergewicht (ab 92 kg)   | Radosław Kawczak  | 4:1      | Shpejtim Shabani | RSC R1        | Yordan Hernández Morejón | 0:5           | ausgeschieden | ausgeschieden | ausgeschieden | ausgeschieden | =5   |

### Breaking
| Athleten | Wettbewerb | Vorrunde | Vorrunde | Vorrunde | Vorrunde | Viertelfinale | Viertelfinale | Halbfinale | Halbfinale | Finale | Finale | Rang   |
| Athleten | Wettbewerb | Gegner   | Erg.     | Gegner   | Erg.     | Gegner        | Erg.          | Gegner     | Erg.       | Gegner | Erg.   | Rang   |
| -------- | ---------- | -------- | -------- | -------- | -------- | ------------- | ------------- | ---------- | ---------- | ------ | ------ | ------ |
| Frauen   |            |          |          |          |          |               |               |            |            |        |        |        |
| Nicka    | B-Girls    | Madmax   | 2:0      | Jilou    | 2:0      | Syssy         | 2:0           | Stefani    | 1:2        | Anti   | 2:1    | Bronze |

### Fechten
| Athleten                                                                    | Wettbewerb       | Vorrunde | Vorrunde | 1. Runde      | 1. Runde      | 2. Runde      | 2. Runde      | 3. Runde      | 3. Runde      | Achtelfinale  | Achtelfinale  | Viertelfinale        | Viertelfinale | Halbfinale             | Halbfinale    | Finale            | Finale        | Rang |
| Athleten                                                                    | Wettbewerb       | S:N      | Rang     | Gegner        | Erg.          | Gegner        | Erg.          | Gegner        | Erg.          | Gegner        | Erg.          | Gegner               | Erg.          | Gegner                 | Erg.          | Gegner            | Erg.          | Rang |
| --------------------------------------------------------------------------- | ---------------- | -------- | -------- | ------------- | ------------- | ------------- | ------------- | ------------- | ------------- | ------------- | ------------- | -------------------- | ------------- | ---------------------- | ------------- | ----------------- | ------------- | ---- |
| Frauen                                                                      |                  |          |          |               |               |               |               |               |               |               |               |                      |               |                        |               |                   |               |      |
| Paulina Bajorūnaitė-Stauskė                                                 | Degen            | 2:4      | 5        | —             | —             | Kun           | 7:15          | ausgeschieden | ausgeschieden | ausgeschieden | ausgeschieden | ausgeschieden        | ausgeschieden | ausgeschieden          | ausgeschieden | ausgeschieden     | ausgeschieden | 51   |
| Olivija Mašalo                                                              | Degen            | 3:3      | 5        | —             | —             | García        | 10:15         | ausgeschieden | ausgeschieden | ausgeschieden | ausgeschieden | ausgeschieden        | ausgeschieden | ausgeschieden          | ausgeschieden | ausgeschieden     | ausgeschieden | 45   |
| Viktė Ažukaitė                                                              | Degen            | 1:5      | 6        | —             | —             | ausgeschieden | ausgeschieden | ausgeschieden | ausgeschieden | ausgeschieden | ausgeschieden | ausgeschieden        | ausgeschieden | ausgeschieden          | ausgeschieden | ausgeschieden     | ausgeschieden | 65   |
| Lurdė Grabovskytė                                                           | Degen            | 1:5      | 7        | —             | —             | ausgeschieden | ausgeschieden | ausgeschieden | ausgeschieden | ausgeschieden | ausgeschieden | ausgeschieden        | ausgeschieden | ausgeschieden          | ausgeschieden | ausgeschieden     | ausgeschieden | 63   |
| Giedrė Razgutė                                                              | Säbel            | 0:6      | 7        | —             | —             | ausgeschieden | ausgeschieden | ausgeschieden | ausgeschieden | ausgeschieden | ausgeschieden | ausgeschieden        | ausgeschieden | ausgeschieden          | ausgeschieden | ausgeschieden     | ausgeschieden | 53   |
| Lurdė Grabovskytė Olivija Mašalo Paulina Bajorūnaitė-Stauskė Viktė Ažukaitė | Degen Mannschaft | —        | —        | —             | —             | —             | —             | Belgien       | 45:35         | Frankreich    | 17:45         | Platz 9-16: Rumänien | 36:45         | Platz 9-16: Tschechien | 36:45         | Platz 15 Finnland | 33:45         | 16   |
| Männer                                                                      |                  |          |          |               |               |               |               |               |               |               |               |                      |               |                        |               |                   |               |      |
| Leonardas Kalininas                                                         | Degen            | 1:5      | 6        | ausgeschieden | ausgeschieden | ausgeschieden | ausgeschieden | ausgeschieden | ausgeschieden | ausgeschieden | ausgeschieden | ausgeschieden        | ausgeschieden | ausgeschieden          | ausgeschieden | ausgeschieden     | ausgeschieden | 84   |
| Mindaugas Tamošiūnas (Fechter)                                              | Degen            | 2:4      | 6        | ausgeschieden | ausgeschieden | ausgeschieden | ausgeschieden | ausgeschieden | ausgeschieden | ausgeschieden | ausgeschieden | ausgeschieden        | ausgeschieden | ausgeschieden          | ausgeschieden | ausgeschieden     | ausgeschieden | 73   |

### Judo
| Athleten | Wettbewerb | 1. Runde | 1. Runde | Achtelfinale | Achtelfinale | Viertelfinale | Viertelfinale | Halbfinale    | Halbfinale    | Finale        | Finale        | Rang |
| Athleten | Wettbewerb | Gegner   | Ergebnis | Gegner       | Ergebnis     | Gegner        | Ergebnis      | Gegner        | Ergebnis      | Gegner        | Ergebnis      | Rang |
| --- | ---------- | -------- | -------- | ------------ | ------------ | ------------- | ------------- | ------------- | ------------- | ------------- | ------------- | ---- |
| Mixed |            |          |          |              |              |               |               |               |               |               |               |      |
| Kostas Butkus Vaiga Čečytė Miglė Dudėnaitė Sandra Jablonskytė Ignas Mečajus Ugnė Pileckaitė Augustas Šlyteris Aida Vasiliauskaitė Kęstutis Vitkauskas | Mannschaft | Freilos  | Freilos  | Kroatien     | 0:4          | ausgeschieden | ausgeschieden | ausgeschieden | ausgeschieden | ausgeschieden | ausgeschieden | =17  |

### Kanu

#### Kanurennsport
| Athleten                                                           | Wettbewerb | Vorlauf      | Vorlauf | Vorlauf       | Halbfinale                      | Halbfinale                      | Halbfinale                      | Finale                 | Finale        | Rang |
| Athleten                                                           | Wettbewerb | Zeit         | Rang    | Qualifikation | Zeit                            | Rang                            | Qualifikation                   | Zeit                   | Rang          | Rang |
| ------------------------------------------------------------------ | ---------- | ------------ | ------- | ------------- | ------------------------------- | ------------------------------- | ------------------------------- | ---------------------- | ------------- | ---- |
| Frauen                                                             |            |              |         |               |                                 |                                 |                                 |                        |               |      |
| Gabrielė Čerepokaitė                                               | C1 200 m   | 50,652 s     | 7       | Halbfinale    | 52,092 s                        | 8                               | ausgeschieden                   | ausgeschieden          | ausgeschieden | 14   |
| Männer                                                             |            |              |         |               |                                 |                                 |                                 |                        |               |      |
| Henrikas Žustautas                                                 | C1 200 m   | 39,712 s     | 2       | A-Finale      | bereits für Finale qualifiziert | bereits für Finale qualifiziert | bereits für Finale qualifiziert | 39,700 s               | 1             | Gold |
| Henrikas Žustautas                                                 | C1 500 m   | 1:55,204 min | 6       | Halbfinale    | 1:52,649 min                    | 5                               | ausgeschieden                   | ausgeschieden          | ausgeschieden | 11   |
| Henrikas Žustautas Vadim Korobov                                   | C2 500 m   | 1:41,160 min | 3       | A-Finale      | bereits für Finale qualifiziert | bereits für Finale qualifiziert | bereits für Finale qualifiziert | 1:41,573               | 7             | 7    |
| Andrej Olijnik                                                     | K1 500 m   | 1:43,735 min | 3       | Halbfinale    | 1:40,367 min                    | 5 FB                            | B-Finale                        | B-Finale: 1:40,359 min | 5             | 14   |
| Andrej Olijnik Mindaugas Maldonis                                  | K2 500 m   | 1:30,377 min | 1       | A-Finale      | bereits für Finale qualifiziert | bereits für Finale qualifiziert | bereits für Finale qualifiziert | 1:41,573 min           | 7             | 7    |
| Artūras Seja Ignas Navakauskas Mindaugas Maldonis Simonas Maldonis | K4 500 m   | 1:21,516 min | 3       | A-Finale      | bereits für Finale qualifiziert | bereits für Finale qualifiziert | bereits für Finale qualifiziert | 1:21,778 min           | 9             | 9    |
| Mixed                                                              |            |              |         |               |                                 |                                 |                                 |                        |               |      |
| Gabrielė Čerepokaitė Vadim Korobov                                 | C2 200 m   | 43,857 s     | 5       | Halbfinale    | DNS                             | DNS                             | DNS                             | ausgeschieden          | ausgeschieden | DNS  |

#### Kanuslalom
| Athleten            | Wettbewerb | Vorlauf 1 | Vorlauf 1 | Vorlauf 2 | Vorlauf 2 | Halbfinale    | Halbfinale    | Finale        | Finale        | Rang |
| Athleten            | Wettbewerb | Zeit      | Rang      | Zeit      | Rang      | Zeit          | Rang          | Zeit          | Rang          | Rang |
| ------------------- | ---------- | --------- | --------- | --------- | --------- | ------------- | ------------- | ------------- | ------------- | ---- |
| Männer              |            |           |           |           |           |               |               |               |               |      |
| Rimantas Pumputis   | C1         | 150,86 s  | 42        | 135,92 s  | 22        | ausgeschieden | ausgeschieden | ausgeschieden | ausgeschieden | 42   |
| Rimantas Pumputis   | K1         | DNS       | DNS       | DNS       | DNS       | ausgeschieden | ausgeschieden | ausgeschieden | ausgeschieden | DNS  |
| Mantas Atmanavičius | K1         | 114,43 s  | 55        | 113,00 s  | 17        | ausgeschieden | ausgeschieden | ausgeschieden | ausgeschieden | 58   |
| Vilius Rasimavičius | K1         | 114,82 s  | 56        | 112,66 s  | 16        | ausgeschieden | ausgeschieden | ausgeschieden | ausgeschieden | 57   |

### Leichtathletik
| Team    | Wettbewerb  | Wettbewerb | Punkte | Punkte | Punkte | Punkte | Punkte | Punkte | Punkte     | Punkte    | Punkte    | Punkte      | Punkte           | Punkte      | Punkte    | Punkte     | Punkte     | Punkte         | Punkte     | Punkte     | Punkte     | Punkte | Rang |
| Team    | Wettbewerb  | Wettbewerb | 100 m  | 200 m  | 400 m  | 800 m  | 1500 m | 5000 m | 110 m Hü.* | 400 m Hü. | 4 × 100 m | 4 × 400 m** | 3000 m Hindernis | Kugelstoßen | Speerwurf | Hammerwurf | Diskuswurf | Stabhochsprung | Hochsprung | Dreisprung | Weitsprung | Gesamt | Rang |
| ------- | ----------- | ---------- | ------ | ------ | ------ | ------ | ------ | ------ | ---------- | --------- | --------- | ----------- | ---------------- | ----------- | --------- | ---------- | ---------- | -------------- | ---------- | ---------- | ---------- | ------ | ---- |
| Litauen | 2. Division | Männer     | 4      | 15     | 10     | 9      | 13     | 7      | 5          | 12        | 8         | 13          | 6                | 6           | 16        | 9          | 15         | 6              | 11,50      | 6          | 15         | 372,50 | 3    |
| Litauen | 2. Division | Frauen     | 8      | 6      | 15     | 13     | 14     | 5      | 3          | 7         | 14        | 13          | 15               | 12          | 11        | 8          | 15         | 0              | 13         | 13         | 14         | 372,50 | 3    |

* Die Frauen traten über 100 m Hürden, statt 110 m Hürden an.
** Die 4 × 400 m waren ein Mixed-Wettkampf.

#### Einzelresultate
| Wettbewerb       | Männer                                                                     | Männer         | Männer | Männer      | Frauen                                                                           | Frauen          | Frauen | Frauen      |
| Wettbewerb       | Athlet                                                                     | Ergebnis       | Rang   | Rang Gesamt | Athletin                                                                         | Ergebnis        | Rang   | Rang Gesamt |
| ---------------- | -------------------------------------------------------------------------- | -------------- | ------ | ----------- | -------------------------------------------------------------------------------- | --------------- | ------ | ----------- |
| 100 m            | Kristupas Seikauskas                                                       | 10,72 s        | 13     | 33          | Eva Misiūnaitė                                                                   | 11,68 s SB      | 09     | 26          |
| 200 m            | Gediminas Truskauskas                                                      | 20,60 s SB     | 02     | 04          | Lukrecija Sabaitytė                                                              | 23,71 s SB      | 11     | 26          |
| 400 m            | Tomas Keršulis                                                             | 46,36 s        | 07     | 20          | Modesta Justė Morauskaitė                                                        | 51,61 s SB      | 02     | 09          |
| 800 m            | Simas Bertašius                                                            | 1:49,55 min SB | 08     | 23          | Gabija Galvydytė                                                                 | 2:00,29 min PB  | 04     | 05          |
| 1500 m           | Simas Bertašius                                                            | 3:43,01 min    | 04     | 16          | Gabija Galvydytė                                                                 | 4:09,48 min PB  | 03     | Bronze      |
| 5000 m           | Giedrius Valinčius                                                         | 14:13,93 min   | 10     | 21          | Lina Kiriliuk                                                                    | 17:12,49 min SB | 12     | 30          |
| 110/100 m Hürden | Edgaras Benkunskas                                                         | 14,49 s        | 12     | 28          | Gabija Klimukaitė                                                                | 14,10 s         | 14     | 31          |
| 400 m Hürden     | Rapolas Saulius                                                            | 51,64 s SB     | 05     | 21          | Ema Sarafinaitė                                                                  | 1:01,37 min SB  | 10     | 29          |
| 3000 m Hindernis | Giedrius Valinčius                                                         | 9:05,05 min    | 11     | 30          | Greta Karinauskaitė                                                              | 9:28,48 min     | 02     | Bronze      |
| 4 × 100 m        | Kristupas Seikauskas Tomas Keršulis Kostas Skrabulis Gediminas Truskauskas | 40,10 s SB     | 09     | 23          | Andrė Ožechauskaitė Modesta Justė Morauskaitė Eva Misiūnaitė Lukrecija Sabaitytė | 44,06 s SB      | 03     | 11          |
| Kugelstoßen      | Šarūnas Banevičius                                                         | 16,93 m        | 11     | 31          | Urtė Bačianskaitė                                                                | 14,81 m         | 05     | 22          |
| Speerwurf        | Edis Matusevičius                                                          | 84,22 m SB     | 01     | Silber      | Liveta Jasiūnaitė                                                                | 57,46 m         | 06     | 12          |
| Hammerwurf       | Tomas Vasiliauskas                                                         | 68,73 m        | 08     | 19          | Agnė Lukoševičiūtė                                                               | 60,73 m         | 09     | 24          |
| Diskuswurf       | Andrius Gudžius                                                            | 64,94 m        | 02     | Bronze      | Ieva Zarankaitė                                                                  | 57,71 m         | 02     | 08          |
| Stabhochsprung   | Nikodemas Laurynas                                                         | 4,70 m         | 11     | 30          | Rugilė Miklyčiūtė                                                                | NM              | NM     | NM          |
| Hochsprung       | Juozas Baikštys                                                            | 2,15 m         | 05     | =12         | Airinė Palšytė                                                                   | 1,91 m SB       | 04     | 06          |
| Dreisprung       | Gustas Griška                                                              | 14,92 m        | 11     | 26          | Aina Grikšaitė                                                                   | 13,53 m         | 04     | 11          |
| Weitsprung       | Marius Vadeikis                                                            | 7,80 m SB      | 02     | 06          | Jogailė Petrokaitė                                                               | 6,60 m SB       | 03     | 05          |

| Wettbewerb | Mixed                                                                 | Mixed          | Mixed | Mixed       |
| Wettbewerb | Athleten                                                              | Ergebnis       | Rang  | Rang Gesamt |
| ---------- | --------------------------------------------------------------------- | -------------- | ----- | ----------- |
| 4 × 400 m  | Lukas Sutkus Ema Sarafinaitė Tomas Keršulis Modesta Justė Morauskaitė | 3:15,95 min SB | 4     | 14          |

Ersatz: Martynas Alekna, Urtė Baikštytė, Justinas Beržanskis, Eivilė Cemnolonskytė, Gabrielė Čeponytė, Adas Dambrauskas, Arnas Gabrėnas, Domas Gailevičius, Adrijus Glebauskas, Indrė Jakubaitytė, Akvilė Jonauskytė, Dovilė Kilty, Gerda Kirkytė, Auksė Linkutė, Vaida Padimanskaitė, Kamilė Petrauskaitė, Ema Rupšytė, Algirdas Strelčiūnas, Gintarė Tirevičiūtė, Eglė Vaitulevičiūtė, Robertas Vališauskas, Danielius Vasiliauskas, Diana Zagainova, Eglė Zarankaitė, Roberta Žikaitė

### Moderner Fünfkampf
| Athleten                                                  | Wettbewerb | Qualifikation | Qualifikation | Halbfinale    | Halbfinale    | Finale        | Finale        | Finale        | Finale        | Finale        | Finale        | Finale        | Finale        | Gesamt        | Gesamt |
| Athleten                                                  | Wettbewerb | Qualifikation | Qualifikation | Halbfinale    | Halbfinale    | Fechten       | Fechten       | Reiten        | Reiten        | Schwimmen     | Schwimmen     | Combined      | Combined      | Gesamt        | Gesamt |
| Athleten                                                  | Wettbewerb | Punkte        | Rang          | Punkte        | Rang          | Punkte        | Rang          | Punkte        | Rang          | Punkte        | Rang          | Punkte        | Rang          | Punkte        | Rang   |
| --------------------------------------------------------- | ---------- | ------------- | ------------- | ------------- | ------------- | ------------- | ------------- | ------------- | ------------- | ------------- | ------------- | ------------- | ------------- | ------------- | ------ |
| Frauen                                                    |            |               |               |               |               |               |               |               |               |               |               |               |               |               |        |
| Ieva Serapinaitė                                          | Einzel     | 1096          | 18            | 1107          | 5             | 224           | 8             | 286           | 4             | 276           | 16            | 584           | 16            | 1371          | 15     |
| Elzbieta Adomaitytė                                       | Einzel     | 1070          | 10            | 1069          | 18            | ausgeschieden | ausgeschieden | ausgeschieden | ausgeschieden | ausgeschieden | ausgeschieden | ausgeschieden | ausgeschieden | ausgeschieden | 31     |
| Gintarė Venčkauskaitė                                     | Einzel     | 1074          | 7             | 1123          | 2             | 215           | 12            | 274           | 12            | 276           | 16            | 646           | 2             | 1411          | 9      |
| Laura Asadauskaitė-Zadneprovskienė                        | Einzel     | 1107          | 2             | 1109          | 4             | 210           | 15            | 267           | 16            | 293           | 9             | 650           | 1             | 1420          | 4      |
| Ieva Serapinaitė Gintarė Venčkauskaitė Laura Asadauskaitė | Mannschaft | —             | —             | —             | —             | —             | —             | —             | —             | —             | —             | —             | —             | 4202          | Silber |
| Männer                                                    |            |               |               |               |               |               |               |               |               |               |               |               |               |               |        |
| Paulius Vagnorius                                         | Einzel     | 1078          | 26            | ausgeschieden | ausgeschieden | ausgeschieden | ausgeschieden | ausgeschieden | ausgeschieden | ausgeschieden | ausgeschieden | ausgeschieden | ausgeschieden | ausgeschieden | 56     |
| Nojus Chmieliauskas                                       | Einzel     | 1106          | 30            | ausgeschieden | ausgeschieden | ausgeschieden | ausgeschieden | ausgeschieden | ausgeschieden | ausgeschieden | ausgeschieden | ausgeschieden | ausgeschieden | ausgeschieden | 52     |
| Lukas Gaudiešius                                          | Einzel     | 1134          | 22            | ausgeschieden | ausgeschieden | ausgeschieden | ausgeschieden | ausgeschieden | ausgeschieden | ausgeschieden | ausgeschieden | ausgeschieden | ausgeschieden | ausgeschieden | 47     |
| Titas Puronas                                             | Einzel     | 1147          | 22            | ausgeschieden | ausgeschieden | ausgeschieden | ausgeschieden | ausgeschieden | ausgeschieden | ausgeschieden | ausgeschieden | ausgeschieden | ausgeschieden | ausgeschieden | 43     |
| Nojus Chmieliauskas Lukas Gaudiešius Titas Puronas        | Mannschaft | —             | —             | —             | —             | —             | —             | —             | —             | —             | —             | —             | —             | 3387          | 12     |

### Padel
| Athleten                            | Wettbewerb | 1. Runde                         | 1. Runde | Achtelfinale                 | Achtelfinale  | Viertelfinale | Viertelfinale | Halbfinale    | Halbfinale    | Finale        | Finale        | Rang |
| Athleten                            | Wettbewerb | Gegner                           | Erg.     | Gegner                       | Erg.          | Gegner        | Erg.          | Gegner        | Erg.          | Gegner        | Erg.          | Rang |
| ----------------------------------- | ---------- | -------------------------------- | -------- | ---------------------------- | ------------- | ------------- | ------------- | ------------- | ------------- | ------------- | ------------- | ---- |
| Frauen                              |            |                                  |          |                              |               |               |               |               |               |               |               |      |
| Ieva Čeilutkaitė Auksė Mačiulaitytė | Doppel     | Jannicke Kristiansen Mia Frogner | 2:0      | Marta Barrera Marta Caparrós | 0:2           | ausgeschieden | ausgeschieden | ausgeschieden | ausgeschieden | ausgeschieden | ausgeschieden | =9   |
| Männer                              |            |                                  |          |                              |               |               |               |               |               |               |               |      |
| Skirmantas Mačinskas Nojus Poška    | Doppel     | David Gala Daniel Santigosa      | 0:2      | ausgeschieden                | ausgeschieden | ausgeschieden | ausgeschieden | ausgeschieden | ausgeschieden | ausgeschieden | ausgeschieden | =17  |

### Radsport

#### BMX-Freestyle
| Athleten           | Wettbewerb | Qualifikation | Qualifikation | Finale        | Finale        | Rang |
| Athleten           | Wettbewerb | Punkte        | Rang          | Punkte        | Rang          | Rang |
| ------------------ | ---------- | ------------- | ------------- | ------------- | ------------- | ---- |
| Männer             |            |               |               |               |               |      |
| Deividas Budkovas  | Park       | DNS           | DNS           | ausgeschieden | ausgeschieden | DNS  |
| Martynas Lagauskas | Park       | 37,83         | 26            | ausgeschieden | ausgeschieden | 26   |

#### Mountainbike
| Athleten           | Wettbewerb    | Zeit | Rang |
| ------------------ | ------------- | ---- | ---- |
| Männer             |               |      |      |
| Ignas Ambrazas     | Cross-Country | LAP  | LAP  |
| Šarūnas Pacevičius | Cross-Country | LAP  | LAP  |

### 7er-Rugby
| Wettbewerb        | Männer |
| ----------------- | --- |
| Athleten          | Donatas Vilimavičius Deividas Krečius Domantas Bagužis Dovydas Taujanskas Mantas Butkevičius Vytaras Bloškys Tautvydas Krasauskas Paulius Sugintas Ignas Jankaitis Armandas Kalinauskas Arnas Prielaidas Kęstutis Karbauskas Martynas Lianzbergas |
| Trainer           | Tomas Zibolis |
| Gruppenphase      | Portugal 12:38 Großbritannien 0:24 Rumänien24:10 |
| Platzierungsrunde | Polen 33:10 |
| Spiel um Platz 9  | Tschechien 24:19 n. V. |
| Viertelfinale     | ausgeschieden |
| Halbfinale        | ausgeschieden |
| Finale            | ausgeschieden |
| Rang              | 6 |

### Schießen
| Athleten           | Wettbewerb                           | Qualifikation   | Qualifikation | Finale          | Finale        | Rang |
| Athleten           | Wettbewerb                           | Ringe/ Scheiben | Rang          | Ringe/ Scheiben | Rang          | Rang |
| ------------------ | ------------------------------------ | --------------- | ------------- | --------------- | ------------- | ---- |
| Frauen             |                                      |                 |               |                 |               |      |
| Jekaterina Ždanova | 25 m Sportpistole                    | 566             | 29            | ausgeschieden   | ausgeschieden | 29   |
| Männer             |                                      |                 |               |                 |               |      |
| Karolis Girulis    | 10 m Luftgewehr                      | 624,9           | 30            | ausgeschieden   | ausgeschieden | 30   |
| Karolis Girulis    | 50 m Kleinkaliber Dreistellungskampf | 577             | 32            | ausgeschieden   | ausgeschieden | 32   |

### Taekwondo
| Athleten                | Wettbewerb                | Achtelfinale  | Achtelfinale | Viertelfinale      | Viertelfinale | Halbfinale    | Halbfinale    | Finale        | Finale        | Rang |
| Athleten                | Wettbewerb                | Gegner        | Ergebnis     | Gegner             | Ergebnis      | Gegner        | Ergebnis      | Gegner        | Ergebnis      | Rang |
| ----------------------- | ------------------------- | ------------- | ------------ | ------------------ | ------------- | ------------- | ------------- | ------------- | ------------- | ---- |
| Frauen                  |                           |               |              |                    |               |               |               |               |               |      |
| Gerda Meištininkaitė    | Bantamgewicht (bis 53 kg) | Biana Lager   | 1:2          | ausgeschieden      | ausgeschieden | ausgeschieden | ausgeschieden | ausgeschieden | ausgeschieden | =11  |
| Klaudija Tvaronavičiūtė | Federgewicht (bis 57 kg)  | Melanie Kindl | 2:1          | Hatice Kübra İlgün | 0:2           | ausgeschieden | ausgeschieden | ausgeschieden | ausgeschieden | =9   |

### Teqball
| Athleten           | Wettbewerb | Gruppenphase         | Gruppenphase | Viertelfinale | Viertelfinale | Halbfinale    | Halbfinale    | Finale        | Finale        | Rang |
| Athleten           | Wettbewerb | Gegner               | Ergebnis     | Gegner        | Ergebnis      | Gegner        | Ergebnis      | Gegner        | Ergebnis      | Rang |
| ------------------ | ---------- | -------------------- | ------------ | ------------- | ------------- | ------------- | ------------- | ------------- | ------------- | ---- |
| Männer             |            |                      |              |               |               |               |               |               |               |      |
| Kęstutis Balčiūnas | Einzel     | Dimitar Pejchinovski | 2:1          | ausgeschieden | ausgeschieden | ausgeschieden | ausgeschieden | ausgeschieden | ausgeschieden | =9   |
| Kęstutis Balčiūnas | Einzel     | Adrian Duszak        | 0:2          | ausgeschieden | ausgeschieden | ausgeschieden | ausgeschieden | ausgeschieden | ausgeschieden | =9   |

### Tischtennis
| Athleten            | Wettbewerb | 1. Runde     | 1. Runde | 2. Runde         | 2. Runde | 3. Runde     | 3. Runde | Achtelfinale  | Achtelfinale  | Viertelfinale | Viertelfinale | Halbfinale    | Halbfinale    | Finale/Spiel um Platz 3 | Finale/Spiel um Platz 3 | Rang |
| Athleten            | Wettbewerb | Gegner       | Ergebnis | Gegner           | Ergebnis | Gegner       | Ergebnis | Gegner        | Ergebnis      | Gegner        | Ergebnis      | Gegner        | Ergebnis      | Gegner                  | Ergebnis                | Rang |
| ------------------- | ---------- | ------------ | -------- | ---------------- | -------- | ------------ | -------- | ------------- | ------------- | ------------- | ------------- | ------------- | ------------- | ----------------------- | ----------------------- | ---- |
| Frauen              |            |              |          |                  |          |              |          |               |               |               |               |               |               |                         |                         |      |
| Kornelija Riliškytė | Einzel     | Ana Nikoiani | 4:3      | Debora Vivarelli | 4:0      | Yuan Jia Nan | 0:4      | ausgeschieden | ausgeschieden | ausgeschieden | ausgeschieden | ausgeschieden | ausgeschieden | ausgeschieden           | ausgeschieden           | =17  |

### Triathlon
| Athleten            | Wettbewerb | Zeit | Rang |
| ------------------- | ---------- | ---- | ---- |
| Frauen              |            |      |      |
| Unė Narkūnaitė      | Einzel     | LAP  | LAP  |
| Männer              |            |      |      |
| Igoris Kozlovskis   | Einzel     | LAP  | LAP  |
| Lukas Prokopavičius | Einzel     | LAP  | LAP  |

### Wasserspringen
| Athleten                     | Wettbewerb   | Vorrunde | Vorrunde | Finale        | Finale        | Rang |
| Athleten                     | Wettbewerb   | Punkte   | Rang     | Punkte        | Rang          | Rang |
| ---------------------------- | ------------ | -------- | -------- | ------------- | ------------- | ---- |
| Frauen                       |              |          |          |               |               |      |
| Vita Šlajūtė                 | 1 m          | 197,50   | 20       | ausgeschieden | ausgeschieden | 20   |
| Urtė Valeišaitė              | 1 m          | 159,05   | 25       | ausgeschieden | ausgeschieden | 25   |
| Vita Šlajūtė Urtė Valeišaitė | 3 m Synchron | —        | —        | 214,47        | 8             | 8    |
| Männer                       |              |          |          |               |               |      |
| Martynas Lisauskas           | 1 m          | 245,30   | 28       | ausgeschieden | ausgeschieden | 28   |
| Martynas Lisauskas           | 3 m          | 245,85   | 31       | ausgeschieden | ausgeschieden | 31   |